# Jonas-Stanislauskas-Schule Rukla
Die Jonas-Stanislauskas-Schule Rukla (lit. Ruklos Jono Stanislausko mokykla – daugiafunkcis centras) ist eine allgemeinbildende Schule mit acht Klassen sowie einer Vorschule im litauischen Städtchen Rukla, das zur Rajongemeinde Jonava im Bezirk Kaunas  gehört. Geografisch liegt die Schule in der mittellitauischen Region von Aukštaitija. Sie wurde nach Jonas Stanislauskas  (1919–1976) benannt, ihrem ersten Schulleiter und einem bedeutenden Pädagogen der Rajongemeinde.
Die Schule bietet die Fremdsprachen Englisch und Russisch an. Sie ist eine Ganztagsschule.

## Geschichte

### Gründung und frühe Entwicklung
1920 wurde im Dorf Rukla eine Grundschule laut Angaben des Archivs von Bezirk Kaunas eröffnet. Ab 1946 war Jonas Stanislauskas ihr Leiter. Die Schule begann mit vier Abteilungen und zählte 1948 insgesamt 21 Schüler. Im Jahr 1952 wurde die Grundschule Rukla zur siebenjährigen Schule umstrukturiert und 1954 in siebenjährige Schule von Padaigai umbenannt, entsprechend dem Namen des Wohnortes.
Aufgrund rückläufiger Schülerzahlen wurde die Schule 1955 wieder zur Grundschule herabgestuft. Ab 1970 mussten Schüler aus Rukla und den umliegenden Dörfern die achtjährige Schule in Skaruliai besuchen.

### Wachstum während der Sowjetzeit

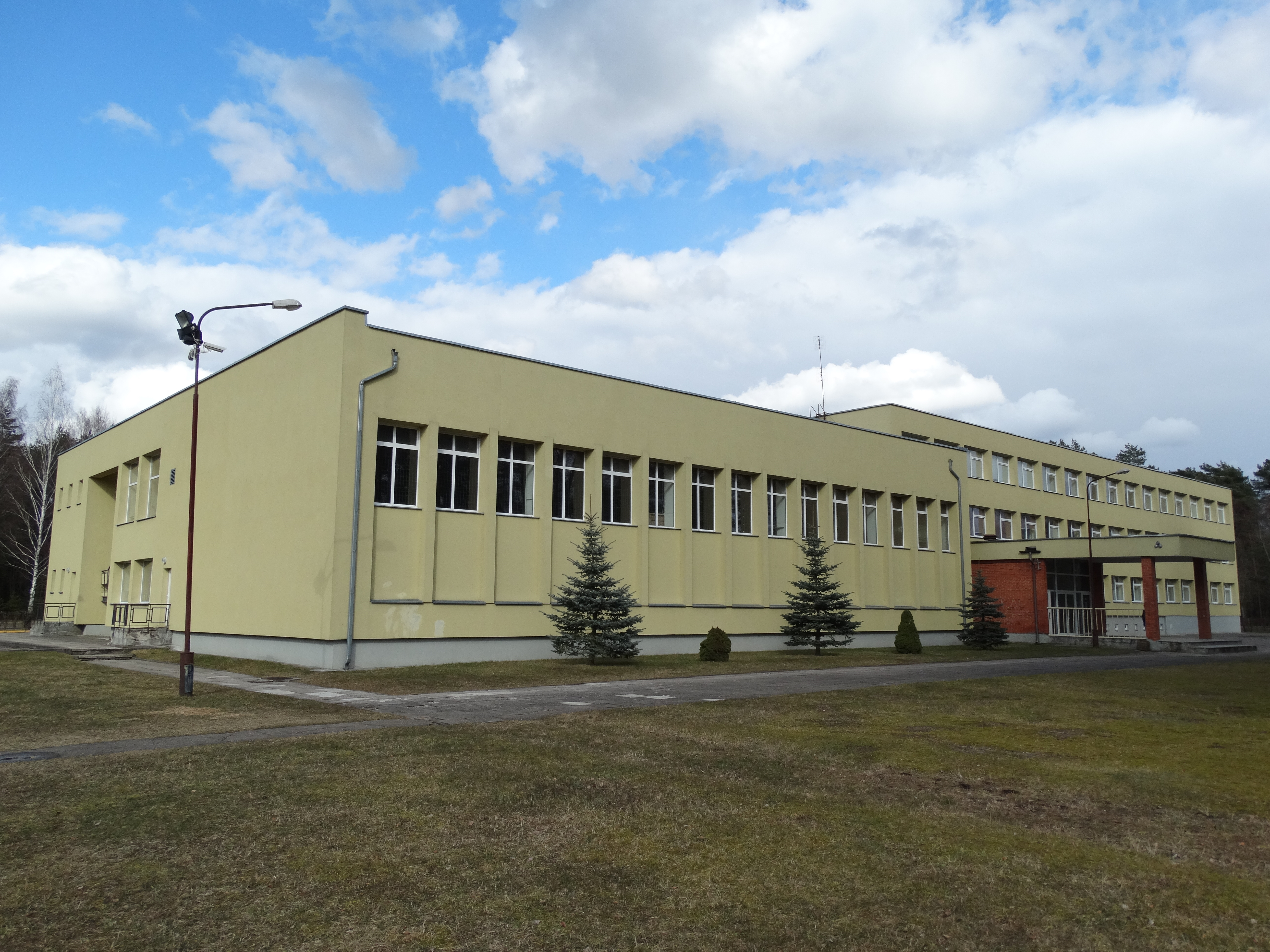
Sportsaal

Während der Sowjetzeit entwickelte sich neben dem Dorf Rukla eine Militärstadt, was zu einem steigenden Bedarf an Bildungseinrichtungen führte. 1961 wurde im Militärstädtchen eine Schule für die Kinder der Militärangehörigen im damaligen Sowjetlitauen eingerichtet, die zunächst als Zweigstelle der achtjährigen Schule Skaruliai fungierte.
1963 wurde diese Zweigstelle zur eigenständigen achtjährigen Schule Rukla mit 50 Schülern. Der Unterricht fand in einem Gebäude innerhalb des Militärgeländes statt, und die Unterrichtssprache war Russisch. 1968 wurde ein neues Schulgebäude für 450.000 Rubel errichtet, und 1978 erfolgte eine Erweiterung mit einer Sporthalle, einer Kantine und neuen Klassenräumen.
1987 entstand ein weiteres Schulgebäude in landschaftlich reizvoller Lage in der Nähe der Siedlung. Die Schülerzahl wuchs auf 877.

### Übergang zur Zivilgesellschaft
Nach dem Abzug der sowjetischen Truppen aus Litauen im Jahr 1993 wurde Rukla zunehmend von Zivilisten besiedelt. In der Sekundarschule wurden daraufhin litauische Klassen eingerichtet. Im Schuljahr 1993/1994 gab es sieben litauische und neun russische Klassen, wobei russischsprachigen Schülern die Möglichkeit gegeben wurde, ihre Sprache zu bewahren.
Mit der Zeit nahm die Zahl der litauischen Schüler stetig zu, und seit 1997 existierten keine russischen Klassen mehr.

### Umbenennung und Umstrukturierung
Am 28. April 2005 beschloss der Rat der Rajongemeinde Jonava, der Schule den Namen ihres ersten Schulleiters, Jonas Stanislauskas, zu verleihen. Sie wurde zur Jonas-Stanislauskas-Mittelschule Rukla der Rajongemeinde Jonava.
Am 1. September 2008 wurde die Mittelschule in eine Hauptschule umgewandelt. Sie hieß Jonas-Stanislauskas-Hauptschule Rukla.
Seit August 2016 trägt die Schule den Namen Jonas-Stanislauskas-Schule-Multifunktionszentrum Rukla der Rajongemeinde Jonava.
Im September 2016 wurde die Abteilung für Vorschulbildung eingerichtet, nachdem die Kinderkrippe und der Kindergarten PUŠAITĖ von Rukla (Jonavos rajono Ruklos vaikų lopšelis-darželis "Pušaitė") aufgelöst wurde.

### Heutige Bedeutung
Die Schule bewahrt die Tradition der Bildung in Rukla und der umliegenden Region und übernimmt eine zentrale Rolle im Gemeindeleben. Aus einer kleinen Dorfschule hat sie sich zu einem multifunktionalen Bildungszentrum mit Vorschulerziehung und Unterricht für die Klassen 1 bis 8 entwickelt.